# Lingua franca nova
Lingua Franca Nova, viết tắt là LFN và được gọi thông tục là Elefen, là một ngôn ngữ phụ trợ quốc tế được xây dựng ban đầu được tạo bởi C. George Boeree của Đại học Shippensburg, Pennsylvania, và được nhiều người dùng phát triển thêm. Từ vựng của ngôn ngữ này chủ yếu dựa trên các ngôn ngữ Romance, cụ thể là tiếng Pháp, tiếng Ý, tiếng Bồ Đào Nha, tiếng Tây Ban Nha và tiếng Catala. Lingua Franca Nova có cách đánh vần phiên âm dựa trên 22 chữ cái trong hệ thống chữ Latinh (với một hệ thống chữ Cyrillic đồng chính thức cho đến năm 2021). Ngữ pháp của Lingua Franca Nova được lấy cảm hứng từ các ngôn ngữ Creole Romance. Giống như hầu hết các ngôn ngữ creole, Lingua Franca Nova có hệ thống ngữ pháp cực kỳ đơn giản và dễ học.